# Carex canariensis
Carex canariensis är en halvgräsart som beskrevs av Georg Kükenthal. Carex canariensis ingår i släktet starrar, och familjen halvgräs.
Artens utbredningsområde är Kanarieöarna. Inga underarter finns listade i Catalogue of Life.